# Громадськість проти насилля
Громадськість проти насилля (словац. Verejnosť proti násiliu, VPN) був політичним рухом, створеним в Братиславі, Словаччина в листопаді 1989 року. Це був словацький двійник чеського Громадянського форуму.

## Оксамитова революція

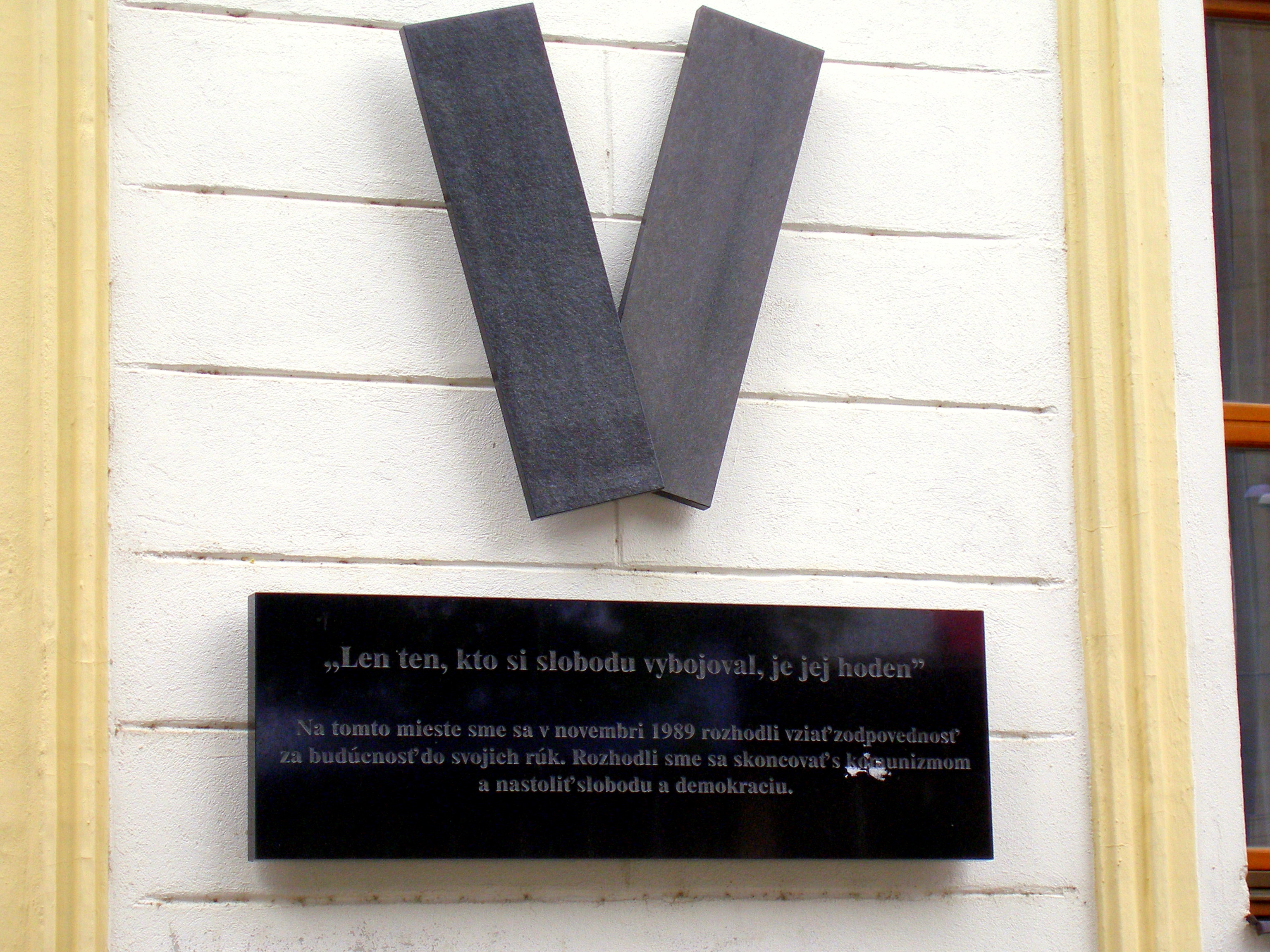
Меморіал оксамитової революції в Братиславі (Námestie SNP))

Рух «Громадськість проти насилля» (VPN) була заснована під час оксамитової революції, яка скинула владу комуністичної партії у Чехословаччині. Після того як поліція розігнала студентів в Празі 17 листопада 1989 року в Чехословаччині було проведено все більшу кількість демонстрацій. 19 листопада в Празі був заснований Громадянський форум, як коаліція опозиційних груп, які вимагали усунення комуністичного керівництва. У цей же вечір відбулася зустріч у Братиславі, на якій було близько 500 осіб, і де був заснований «Громадськість проти насилля». Наступного дня відбулося перше засідання координаційного комітету організації.
Громадськість проти насильства була схожа на Громадянський форум як широкий рух в опозиції до комунізму. Засновники руху включали актора Мілана Княжко, дисидента Яна Будая, соціолога Федора Галя та інших, рух включав діячів культури, релігійних та інтелектуальних дисидентів. Іншими учасниками були католицький дисидент Ян Чарногурський, суд над яким був припинений під час революції, Франтішек Міклошко і Мирослав Куси, Владимир Мечіар і екс-лідер Комуністичної партії під час Празької весни Александер Дубчек. < Як і Громадянський форум, Громадськість проти насилля закликала до припинення домінуючої ролі Комуністичної партії та формування тимчасового уряду з комуністів та опозиції, що призвело б до вільних виборів. Однак Громадськість проти насилля також закликала змінити відносини між чехами і словаками в новій демократичній федерації.
Протести по всій Словаччині розпочалися в листопаді 1989 р. У багатьох містах було засновано відділення руху. Громадянський форум і Громадськість проти насилля працювали разом у переговорах з комуністичним урядом, а Ян Чарногурський представляв Громадськість проти насилля на переговорах разом з Вацлавом Гавелом для Громадського форуму. Після двох годинного загального страйку 27 листопада, який продемонстрував підтримку опозиції, була досягнута домовленість 29 листопада про припинення провідної ролі Комуністичної партії.

## Тимчасовий уряд
Після відмови опозиції від тимчасового уряду, який був би в основному комуністичним, 7 грудня 1989 року був утворений ще один уряд Чехословаччини, а словацький комуніст Маріан Чалфа став прем'єр-міністром Чехословаччини. Чалфа вийшов з комуністичної партії 18 січня 1990 року, а потім приєднався до «Громадськості проти насилля». Уряд спочатку мав більшість 11 на 10 некомуністів, але цей показник зростав, позаяк люди виходили з комуністичної партії, в цей час Вацлав Гавел був обраний президентом Чехословаччини і Александер Дубчек став головою Федеральної асамблеї Чехословаччини.
У Словаччині 12 грудня 1989 року був сформований новий уряд на чолі з комуністом, міністром юстиції Міланом Чичем з рівним числом комуністів і не-комуністів. Члени Громадськості проти насилля увійшли до складу уряду, у тому числі Владимир Мечіар як міністр внутрішніх справ,> і, як і Маріан Чалфа на національному рівні, Мілан Чич залишив Комуністичну партію у 1990 році і приєдналася до «Громадськості проти насилля».
Однак Громадськість проти насилля почала розщеплюватися ще до проведення перших демократичних виборів. На початку 1990 року Ян Чарногурський і прибічники християнської демократії залишили Громадськість проти насилля і заснували Християнсько-демократичний рух у лютому 1990 року.

## Вибори 1990 року

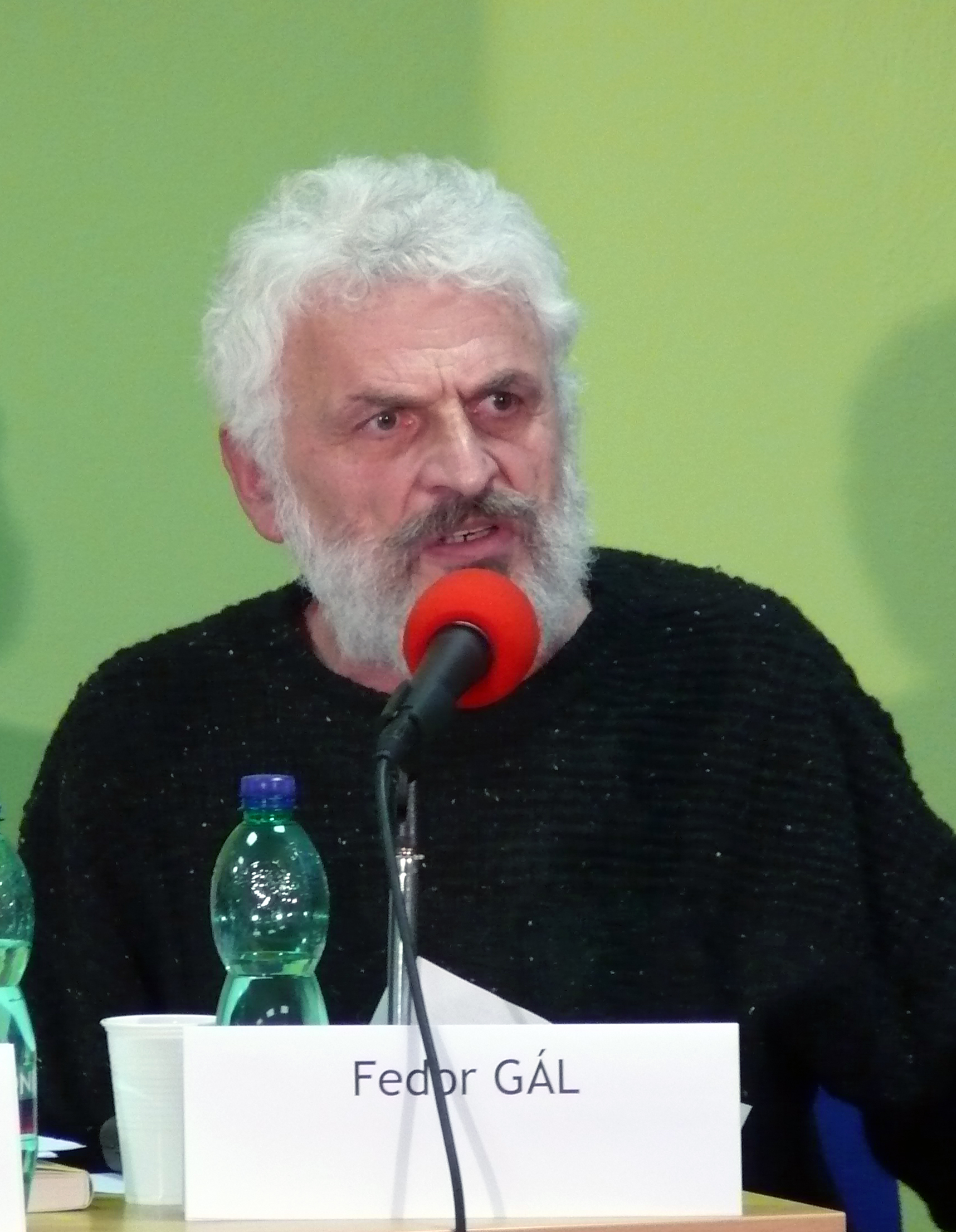
Голова Громадськості проти насилля Федор Гал

На перших парламентських виборах Чехословаччини у 1990 році Громадськість проти насилля прагнув до більших повноважень для Словаччини, але підтримувала продовження союзу між чехами та словаками. Однак вони вимагали робити акцент на економіці та навколишньому середовищі, а не на словацькому націоналізмі.
До кандидатів Громадськості проти насилля на виборах 1990 року увійшли прем'єр-міністри Чехословаччини Маріан Чалфа і Александер Дубчек, колишній лідер комуністичної партії під час Празької весни.
Напередодні виборів 1990 року опитування продемонстрували від 18 до 25 % підтримки «Громадськості проти насилля» в Словаччині, а за Християнсько-демократичного руху 25-30 %. Повідомлялося, що Громадськість проти насилля страждає від збільшення ролі словацького націоналізму і багато сільських виборців бачили інтелектуалів від Громадськості проти насилля як чужих їм. Однак антикомуністична позиція руху була добре сприйнята, що показала кампанія Вацлава Гавела в Словаччині. Опитування 1 червня 1990 року показало перевагу «Громадськості проти насилля» перед Християнсько-демократичним рухом у Словаччині у перший раз.
Результати виборів показали, що «Громадськість проти насилля» буде першим як на федеральних, так і на словацьких виборах. На федеральних виборах разом союз Громадянського форуму та Громадськості проти насилля виграв більшість, тоді як на виборах у Словаччині Громадськість проти насилля був першим, але не мав більшості. Проте, у ніч виборів один з засновників рух, заступник голови Ян Рудай, оголосили про свій вихід з політики, оскільки його змусили співпрацювати з секретною поліцією у 1970-х роках.
Після виборів Маріан Чалфа з Громадськостю проти насилля продовжував керувати коаліційним урядом на національному рівні, як прем'єр-міністр Чехословаччини, тоді як Владимир Мечіар керував коаліційним урядом Словаччини разом з Християнсько-демократичним рухом.

## Розкол

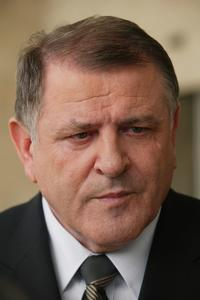
Владимир Мечіар, який очолював відхід Руху за демократичну Словаччину

З часом рейтинг схвалення для Громадянського форуму та Громадськості проти насилля знизився з 60 % у лютому 1990 року до 38 % у жовтні 1990 року. На місцевих чехословацьких виборах в листопаді 1990 року Громадськість проти насилля став другим після Християнсько-Демократичного Руху в Словаччині. Громадськість проти насилля отримав 20,4 % голосів у Словаччині, в порівнянні з 27,4 % для ХДР. Опитування громадської думки в листопаді 1990 року також показало, що підтримка руху впала до 17 %.
Громадськість проти насилля зіткнувся з напругою щодо кількості влади, яка повинна бути централізована в Чехословаччині і скільки повинно бути в Словаччині. Це призвело до розколу в березні 1991 року, коли прем'єр-міністр Словаччини Владимир Мечіар вийшов з лідерської зустрічі руху і сформував конкурентне крило партії під назвою PAV-Platform for Democratic Slovakia. Мечіар і його прихильники звинуватили керівництво, у тому числі лідера Федора Гала у тому, що вони були занадто близькі до Праги, і Мечіар закликав до менш енергійних економічних реформ через побоювання, що Словаччина втратить найбільш економічно.
 Проте керівництво руху звинуватило Мечіара в бажанні незалежної Словаччини та приєднанні до комуністів.
23 квітня 1991 року лідер Християнсько-Демократичного Руху Ян Чарногурський замінив на посаді прем'єр-міністра Словаччини Владимира Мечіара. Це сталося після того, як більшість Громадськості проти насилля приєдналася до Християнсько-демократичного руху, щоб замінити Мечіара .
На позачерговому з'їзді партії, що відбувся 27 квітня 1991 року, нова партія, яка називалася «Рух за демократичну Словаччину», розійшлася з Громадськістю проти насилля.

## Занепад і розпад
Після розколу Рух за демократичну Словаччину швидко став найпопулярнішою партією в Словаччині і послідовно очолював опитування громадської думки в 1991 і 1992 роках, тоді як Мечіар був найпопулярнішим політиком. Громадськість проти насилля тим часом знизилася в опитуваннях лише до 3 % у липні 1991 року, порівняно з 38 % для Руху за демократичну Словаччину.
У липні 1991 року Олександр Дубчек також вийшов з руху «Громадськість проти насилля», звинувачуючи рух у тому, що він просунувся занадто вправо. Громадськість проти насилля нарешті став політичною партією у жовтні 1991 року і перейменувала себе в Громадянський демократичний союз (Občianska demokratická únia, ODÚ) у березні 1992 року.
Громадянський демократичний союз виступив на парламентських виборах Чехословаччини в 1992 році, але не зміг завоювати жодного місця. Партія отримала 4,0 % голосів Словаччини за народну палату, 4,0 % за національну палату та 4,0 % на парламентських виборах в Словаччині 1992 року. Партія остаточно розпалась в листопаді 1992 року, і багато хто з колишніх членів Громадянського демократичного союзу у 1994 році приєдналися до Демократичної партії.
Вважається, що руху не вдалося створити свого виборця; замість того, щоб зосереджуватись на урядовій і парламентській діяльності. Більше націоналістичних політиків змогли скористатися цим і зіграли на громадській недовірі до Громадськості проти насилля, який сприймався рухом еліти.